# Audrey Korsaga
Audray, à l’état civil Audrey Sara Korsaga, née le 8 juillet 1995 à Ouagadougou, est une artiste auteure-compositeur- interprète burkinabè  résidant au Canada. 

## Biographie

### Enfance et étude
Audrey Korsaga nait le 8 juillet 1995 à Ouagadougou au Burkina Faso,. Sa passion pour  la musique remonte à sa tendre enfance. Elle pratiquait la danse, le théâtre et prenait part à des activités  culturelles telles que Déni show. Autant de faits qui traçaient déjà un chemin pour la jeune artiste.  En 2012, après l'obtention de son baccalauréat à Ouagadougou, elle part poursuivre ses études en biochimie au Canada. En 2013 elle est élue dauphine lors de la soirée gala de Miss Burkina Canada. En 2016, elle  obtient un bachelor en biochimie à l’Université du Québec à Montréal . 

## Carrière
Après l'obtention de son diplôme, elle suit une formation musicale dénommée Beyond A Crew. En 2016 en sort son premier single Music is a blessing et se fait découvrir du public burkinabè. Cette chanson lui vaut une nomination au Kundé du meilleur artiste de la diaspora. En 2019 elle sort un deuxième  single intitulé « Vida Loca » une collaboration avec l'artiste Amzy. 

## Discographie

### Single
- 2023 : Écris mon histoire[9]
- 2023 : Blacky[3]
- 2020 : Ma fille[10]
- 2019 : Vida loca[7]

## Distinctions
- 2018 : Nommée au Kundé du meilleur artiste féminin de la diaspora[7].